# Linosta
Linosta is een geslacht van vlinders van de familie van de grasmotten (Crambidae), uit de onderfamilie van de Linostinae. De wetenschappelijke naam en de beschrijving van dit geslacht zijn voor het eerst gepubliceerd in 1882 door Heinrich Benno Möschler. Möschler beschreef ook de eerste soort uit het geslacht, Linosta sinceralis, die als typesoort is aangeduid.
De soorten van dit geslacht komen alleen in Midden- en Zuid-Amerika voor.

## Soorten
- Linosta annulifera Munroe, 1959
- Linosta centralis Munroe, 1959
- Linosta integrilinea Munroe, 1962
- Linosta sinceralis Möschler, 1882